# Isai Rodriguez
Isai Rodriguez (13 de marzo de 1998) es un deportista estadounidense que compite en atletismo, especialista en las carreras de fondo. En los Juegos Panamericanos de 2023 obtuvo una medalla de oro en la prueba de 10 000 m.

## Palmarés internacional
| Juegos Panamericanos | Juegos Panamericanos | Juegos Panamericanos | Juegos Panamericanos |
| Año                  | Lugar                | Medalla              | Prueba               |
| -------------------- | -------------------- | -------------------- | -------------------- |
| 2023                 | Santiago (Chile)     | Medalla de oro       | 10 000 m             |